# 329
Het jaar 329 is het 29e jaar in de 4e eeuw volgens de christelijke jaartelling.

## Gebeurtenissen

### Italië
- Flavia Julia Helena, moeder van keizer Constantijn de Grote, overlijdt in Rome. De Katholieke Kerk verleent haar de status van heilige.

### Godsdienst
- Maximinus wordt bisschop van Trier als opvolger van de heilige Agritius.

## Geboren
- Gregorius van Nazianze, theoloog en bisschop van Constantinopel (overleden 389)

## Overleden
- Flavia Julia Helena, keizerin en moeder van Constantijn de Grote (waarschijnlijke datum)